# Доходный дом Мозгиных
Доходный дом Мозгиных — историческое здание в центре Москвы (улица Большая Дмитровка, дом 20/5, стр. 1), построенное в начале XX века.

## История
Городская усадьба на углу Большой Дмитровки и Столешникова переулка в начале XIX века принадлежала прапорщику Кожину. Главный дом выходил на Большую Дмитровку, а флигель располагался со стороны переулка. В этой усадьбе у своего университетского товарища Тиличеева гостил М. Ю. Лермонтов. В середине XIX века владельцем усадьбы был губернский секретарь Засекин, он сдавал часть помещений внаём. В конце 1840-х — начале 1850-х здесь размещалось фотоателье «Дагерротипного заведения Пейшиса» — одно из первых в Москве. Здесь также размещался «Музыкальный магазин» П. Юргенсона и контора Русского музыкального общества, в которой принимал посетителей Н. Рубинштейн. В доме бывали многие известные музыканты.
В конце XIX века владение находилось в собственности купца И. Савостьянова, в 1900-х он продал его купцу второй гильдии П. Мозгину. При нём в особняке разместился “Магазин ремесленных изделий”. В 1911 году во дворе участка в неоклассическом стиле был построен пятиэтажный доходный дом (архитектор К. Л. Розенкампф; дом 20/5, стр. 2). До революции в этом доме размещалась строительная контора гражданского инженера П. П. Висневского, где работали начинающие архитекторы братья Веснины.
В 1914 году сын купца М. Мозгин решил построить в угловой части участка новый доходный дом. Строительство велось по проекту архитектора Н. А. Эйхенвальда, но было прервано из-за Первой мировой войны. Удалось построить только часть первого этажа. В 1920-х годах участок с долгостроем был передан издательству газеты «Правда». Для достройки здания был организован жилищно-строительный кооператив «Правдист» во главе с корреспондентом «Правды» М. Е. Кольцовым. В 1925 году дом был достроен по новому более скромному авангардному проекту того же архитектора Н. А. Эйхенвальда. Однако из-за схожести  ЖСК «Правдист» и ЖСК «Жир-кость», построенного примерно в то же время, можно предположить, что соавтором Эйхенвальда был архитектор-конструктивист П. Кучнистов.
В доме жили преимущественно писатели и журналисты: М. Е. Кольцов, К. Г. Паустовский, Р. И. Фраерман, Е. Б. Пастернак, Ефим Зозуля, О. А. Горчаков. На нижнем этаже в советское время действовал комиссионный меховой магазин с чучелом волка на витрине.
В 2010-х годах было реконструировано чердачное помещение, а междуоконные лопатки отделаны под руст.